# Casa de Velarde
La casa de Velarde es una de las familias de la nobleza cántabra, una de las que ostentaba el gobierno de Santillana del Mar, junto con los Barreda, Polanco y Villa. Son originarios de Santillana, donde ya en el siglo XIV consta la presencia del caballero de la Banda Juan de Velarde. De este linaje procede Pedro de Velarde, héroe de la Guerra de la Independencia. La rama primogénita pasó a Asturias. Así, el Museo de Bellas Artes de asturias se halla en el palacio de Velarde, antiguo regidor de Oviedo y conde de Nava. El solar mas antiguo de la familia es la casa de Velarde en Tagle, destruida por un incendio fortuito en 1.614 En Santillana residian en la llamada casa del Cantón, que aún existe, aunque muy deteriorada.

## Escudo
En campo de plata, árbol de sínople diestrado de una sierpe alada también de sínople, y gritada de oro. Al lado de ella, dos canes atacándola, manchados de sable, gules y pardo. En la siniestra, caballero sobre caballo melenado y sable, con aderezo de sínople y gules, que con su lanza atraviesa la boca de una serpiente de sínople que sangra. Detrás el caballero, en lo alto una doncella vestida de gules y bordura de plata, cargada con letras de sable que dicen: "Éste es Velarde, que la sierpe mató y con la infanta casó".
Estas armas son iguales a las de Tagle, sólo varía el nombre del caballero, con lo que se supone que proceden de un origen común, quizás en Tagle. Aumentaron las armas, que se distribuyen en cinco cuarteles, en un escudo mantelado: Primero, en campo de gules, tres lises de oro; segundo, en campo de oro, águila de sable; tercero, en campo de azur, sierpe dorada; cuarto, dos onzas de plata en campo de sínople; y, quinto: en el mantel en campo de plata pino de sínople.
- Datos: Q5755058